# Copa Libertadores 1965
W szóstej edycji Copa Libertadores udział wzięło 10 klubów – spośród państw zrzeszonych w CONMEBOL zabrakło reprezentanta Kolumbii. Zwycięzcą drugi raz z rzędu został klub z Argentyny – CA Independiente. W finale drużyna argentyńska, tak jak przed rokiem, musiała zmierzyć się z klubem urugwajskim. Tym razem jednak był to CA Peñarol, który wyeliminował w półfinale Santos FC z królem futbolu Pelé w składzie.
W turnieju udział wzięły dwa kluby z Argentyny, gdyż obok broniącego tytułu Independiente wystąpił mistrz Argentyny Boca Juniors. Oba zespoły argentyńskie starły się w półfinale, gdzie po trzech zaciętych meczach awansowali obrońcy tytułu.

## 1/4 finału

### Grupa 1Argentyna,Boliwia,Ekwador
| 31.01 Deportivo Quito – Club The Strongest 0:1 - 0:1 Roberto Bonnano                                                  |
| 07.02 Deportivo Quito – Boca Juniors 1:2 - Kleber Ordóñez – Antonio Rattín (2)                                        |
| 14.02 Club The Strongest – Boca Juniors 2:3 - Jorge Morales, Ramiro Quevedo – Norberto Menéndez (2), Alcides Silveira |
| 21.02 Club The Strongest – Deportivo Quito 2:2 - Rolando Vargas, Torres – Edison Paucar, Mario Galarraga              |
| 26.02 Boca Juniors – Deportivo Quito 4:0 - Alcides Silveira, Ayres Moraes, Alfredo Hugo Rojas, Carmelo Simeone        |
| 05.03 Boca Juniors – Club The Strongest 2:0 - Norberto Menéndez, Alfredo Hugo Rojas                                   |

| Klub               | Mecze | Zw | Rem | Por | Pkt | BrZd | BrStr |
| ------------------ | ----- | -- | --- | --- | --- | ---- | ----- |
| Boca Juniors       | 4     | 4  | 0   | 0   | 8   | 11   | 3     |
| Club The Strongest | 4     | 1  | 1   | 2   | 3   | 5    | 7     |
| Deportivo Quito    | 4     | 0  | 1   | 3   | 1   | 3    | 9     |

### Grupa 2Brazylia,Chile,Peru
| 13.02 Club Universidad de Chile – Santos FC 1:5 - Pedro Toro Araya – Pelé (3), Mengálvio, Pepe                                                                   |
| 19.02 Universitario de Deportes – Santos FC 1:2 - Víctor Calatayud – Peixinho (2)                                                                                |
| 22.02. Universitario de Deportes – Club Universidad de Chile 1:0 - 1:0 Jorge Fernández                                                                           |
| 26.02 Santos FC – Club Universidad de Chile 1:0 - Pelé |
| 06.03 Santos FC – Universitario de Deportes 2:1 - Pelé, Pepe – Luis Zavala                                                                                       |
| 10.03 Club Universidad de Chile – Universitario de Deportes 5:2 - Juan Carlos Oleniak (2), Ernesto Álvarez (2), Pedro Toro Araya – Luis Zavala, Alejandro Guzmán |

| Klub                      | Mecze | Zw | Rem | Por | Pkt | BrZd | BrStr |
| ------------------------- | ----- | -- | --- | --- | --- | ---- | ----- |
| Santos FC                 | 4     | 4  | 0   | 0   | 8   | 10   | 3     |
| Club Universidad de Chile | 4     | 1  | 0   | 3   | 2   | 6    | 9     |
| Universitario de Deportes | 4     | 1  | 0   | 3   | 2   | 5    | 9     |

### Grupa 3Paragwaj,Urugwaj,Wenezuela
| 01.02 Galicia Caracas – Club Guaraní 1:2 - Danilo – Fabián Muñoz (2) |
| 08.02 Galicia Caracas – CA Peñarol 0:0 walkower - walkower dla CA Peñarol z powodu nielegalnego gracza w drużynie Galicia Caracas (Roberto Leopardi); był to ostatni bezbramkowy walkower w Copa Libertadores – począwszy od tej edycji za walkower miano przyznawać nie tylko punkty, ale i bramki (2:0); dotąd walkower wyłącznie rozumiano jako wynik 0:0 i 2 punkty dla zwycięzcy (czyli nie przyznawano żadnej bramki) |
| 25.02 Club Guaraní – Galicia Caracas 2:1 - J.G. González, Oppe Quiñones – Danilo |
| 28.02 CA Peñarol – Galicia Caracas 2:0 - 1:0 Juan Joya, 2:0 Julio Abbadie |
| 07.03 Club Guaraní – CA Peñarol 2:1 - G. González, Fabián Muñoz – Pedro Rocha |
| 10.03 CA Peñarol – Club Guaraní 2:0 - José Francisco Sasía, Héctor Jesús Silva |

| Klub            | Mecze | Zw | Rem | Por | Pkt | BrZd | BrStr |
| --------------- | ----- | -- | --- | --- | --- | ---- | ----- |
| CA Peñarol      | 4     | 3  | 0   | 1   | 6   | 5    | 2     |
| Club Guaraní    | 4     | 3  | 0   | 1   | 6   | 6    | 5     |
| Galicia Caracas | 4     | 0  | 0   | 4   | 0   | 2    | 6     |

### Obrońca tytułu
| CA Independiente jako obrońca tytułu awansował do 1/2 finału bez gry. |

## 1/2 finału
| CA Independiente – Boca Juniors 2:0 i 0:1, dod. 0:0 1 24.03 1965 1:0 Osvaldo Mura, 2:0 Mario Rodríguez 2 28.03 1965 0:1 Alfredo Hugo Rojas 3 05.04 1965 |
| Santos FC – CA Peñarol 5:4 i 2:3, dod. 1:2 1 25.03 1965 Pelé (2), Dorval (2), Pepe – Pedro Rocha (2), Héctor Jesús Silva, José Francisco Sasía 2 25.03 1965 Pepe, Coutinho – Héctor Jesús Silva (2), José Francisco Sasía 3 31.03 1965 Pelé – Juan Joya, José Francisco Sasía |

## FINAŁ
| CA Independiente – CA Peñarol 1:0 i 1:3, dod. 4:1 |
| 9 kwietnia 1965 Buenos Aires (Avellaneda) La Caldera del Diablo (45 000) CA Independiente – CA Peñarol 1:0 (0:0) Sędzia: Arturo Yamasaki (Peru) Bramki: 1:0 Raúl Bernao 83 CA Independiente: Miguel Angel Santoro – Ruben Marino Navarro, Raúl Decaria, Roberto Ferreiro, David Acevedo, Juan Carlos Guzmán, Raúl Bernao, Osvaldo Luis Mura, Murió Luis Suárez (Vicente de la Mata II), Roque Avallay, Raúl Savoy. Club Atlético Peñarol: Ladislao Mazurkiewicz – Carlos Pérez, Luis Alberto Varela, Pablo Forlán, Néstor Gonçalves, Omar Caetano, Ernesto Ledesma, Pedro Rocha, Héctor Jesús Silva, José Francisco Sasía, Juan Joya                                                                                    |
| 12 kwietnia 1965 Montevideo Estadio Centenario (45 000) CA Peñarol – CA Independiente 3:1 (2:0) Sędzia: Arturo Yamasaki (Peru) Bramki: 1:0 Néstor Gonçalves 14, 2:0 Miguel Reznik 43, 3:0 Pedro Rocha 46, 3:1 Vicente de la Mata II 88 Club Atlético Peñarol: Ladislao Mazurkiewicz – Carlos Pérez, Luis Alberto Varela, Pablo Forlán (Miguel Reznik), Néstor Gonçalves, Omar Caetano, Ernesto Ledesma, Pedro Rocha, José Francisco Sasía, Héctor Jesús Silva, Juan Joya. CA Independiente: Miguel Angel Santoro – Ruben Marino Navarro, José Paflik, Roberto Ferreiro, David Acevedo, Juan Carlos Guzmán, Raúl Bernao, Osvaldo Luis Mura, Murió Luis Suárez, Roque Avallay (Vicente de la Mata II), Raúl Savoy         |
| 15 kwietnia 1965 Santiago Estadio Nacional (40 000) CA Independiente – CA Peñarol 4:1 (3:1) Sędzia: Arturo Yamasaki (Peru) Bramki: 1:0 Carlos Pérez 10s, 2:0 Raúl Bernao 27, 3:0 Roque Avallay 33, 3:1 Juan Joya 44, 4:1 Osvaldo Luis Mura 82 CA Independiente: Miguel Angel Santoro – Ruben Marino Navarro, Raúl Decaria, Roberto Ferreiro, David Acevedo, Juan Carlos Guzmán, Raúl Bernao, Osvaldo Luis Mura, Vicente de la Mata II (Miguel Angel Mori), Roque Avallay, Raúl Savoy. Club Atlético Peñarol: Ladislao Mazurkiewicz – Carlos Pérez, Luis Alberto Varela, Pablo Forlán, Néstor Gonçalves, Omar Caetano, Ernesto Ledesma, Pedro Rocha, Miguel Reznik (José Francisco Sasía), Héctor Jesús Silva, Juan Joya |

## Klasyfikacja
Poniższa tabela ma charakter statystyczny. O kolejności decyduje na pierwszym miejscu osiągnięty etap rozgrywek, a dopiero potem dorobek bramkowo-punktowy. W przypadku klubów, które odpadły w rozgrywkach grupowych o kolejności decyduje najpierw miejsce w tabeli grupy, a dopiero potem liczba zdobytych punktów i bilans bramkowy.
| Poz                                                                   | Klub                      | Mecze | Zw | Rem | Por | Pkt | BrZd | BrStr |
| --------------------------------------------------------------------- | ------------------------- | ----- | -- | --- | --- | --- | ---- | ----- |
| 1                                                                     | CA Independiente          | 6     | 3  | 1   | 2   | 7   | 8    | 5     |
| 2                                                                     | CA Peñarol                | 10    | 6  | 0   | 4   | 12  | 18   | 16    |
| 3                                                                     | Boca Juniors              | 7     | 5  | 1   | 1   | 11  | 12   | 5     |
| 4                                                                     | Santos FC                 | 7     | 5  | 0   | 2   | 10  | 18   | 12    |
| 5                                                                     | Club Guaraní              | 4     | 3  | 0   | 1   | 6   | 6    | 5     |
| 6                                                                     | Club The Strongest        | 4     | 1  | 1   | 2   | 3   | 5    | 7     |
| 7                                                                     | Club Universidad de Chile | 4     | 1  | 0   | 3   | 2   | 6    | 9     |
| 8                                                                     | Universitario de Deportes | 4     | 1  | 0   | 3   | 2   | 5    | 9     |
| 9                                                                     | Deportivo Quito           | 4     | 0  | 1   | 3   | 1   | 3    | 9     |
| 10                                                                    | Galicia Caracas           | 4     | 0  | 0   | 4   | 0   | 2    | 6     |
| Podsumowanie: 26 meczów, w tym 2 remisy, 83 bramki – 3.19 bramki/mecz |                           |       |    |     |     |     |      |       |